# Prelude FLNG
La Prelude è una metaniera utilizzata da Shell come piattaforma galleggiante per l'estrazione e il trasferimento di gas naturale sotto forma di gas naturale liquefatto (FLNG) presso l'omonimo giacimento di gas naturale a circa 475 chilometri al largo di Broome, in Australia.
È considerata la nave più grande al mondo, con una lunghezza complessiva da prua a poppa pari a circa 488 metri, superando di circa 30 metri la petroliera Seawise Giant, sebbene a differenza di quest'ultima non è dotata di un sistema di propulsione autonomo.

## Storia
I primi progetti di Shell per la realizzazione di una piattaforma galleggiante per lo stoccaggio e il trasferimento di gas naturale liquefatto (FLNG) furono realizzati negli anni 1990, venendo poi messi da parte per le varie difficoltà tecniche ed economiche fino alla scoperta nel 2007 di un ampio giacimento di gas naturale, ribattezzato Prelude, al largo della costa nord-occidentale dell'Australia. La compagnia anglo-olandese decise così di investire nel progetto nel 2011 formando una joint venture con INPEX, KOGAS e OPIC.
La costruzione della nave, la prima del suo genere, è iniziata nell'ottobre 2012 e l'impostazione del vascello è avvenuta nel maggio 2013, col varo dello scafo nel dicembre 2013 presso il cantiere navale di Samsung Heavy Industries a Geoje, Corea del Sud. Il processo di realizzazione, curato da un consorzio formato da Technip e Samsung Heavy Industries, ha coinvolto circa 6000 operai e ha impiegato 7,6 tonnellate di acciaio. Sebbene Shell non abbia reso noto il costo per la realizzazione della nave, esso è stato stimato tra gli 8 e i 9 miliardi di euro.
Completata nel 2017, la nave ha lasciato il cantiere navale il 29 giugno 2017 per poi raggiungere la costa nord-occidentale dell'Australia il 25 luglio successivo a circa 400 chilometri al largo di Broome. La produzione è iniziata nel dicembre 2018 e il primo carico di gas naturale liquefatto è stato trasferito nel giugno 2019 sulla metaniera Valencia Knutsen.

## Caratteristiche
La nave opera come piattaforma per l'estrazione di gas naturale e per la sua trasformazione in gas naturale liquefatto (GNL), che viene poi trasferito su metaniere per il trasporto. La piattaforma è affiancata da tre navi di supporto ed è dotata di una base di rifornimento sulla terraferma a Darwin.
Il trasferimento del personale avviene via elicottero, con rifornimento presso l'aeroporto di Djarindjin, grazie agli eliporti di cui è dotata la nave.